# Ilharre
Ilharre é uma comuna francesa na região administrativa da Nova Aquitânia, no departamento dos Pirenéus Atlânticos. Estende-se por uma área de 10,43 km². Em 2010 a comuna tinha 150 habitantes (densidade: 14,4 hab./km²).